# Де-Бака
Де-Бака (англ. De Baca) — округ в штате Нью-Мексико, США. Столица — деревня Форт-Самнер, единственный инкорпорированный населённый пункт в округе. По данным переписи за 2010 год число жителей округа составляло 2022 человека.
Округ был создан 28 февраля 1917 года из частей округов Гвадалупе, Чавес, Рузвельт. Был назван в честь второго губернатора Нью-Мексико де Бака.

## Географическое положение
Расположен в восточной части штата. По данным Бюро переписи населения США округ Де-Бака имеет общую площадь в 6045 квадратных километра, из которых 6017 кв. километра занимает земля и 28 кв. километра — вода.

## Население
| Год переписи | Нас. |  | %±     |
| ------------ | ---- |  | ------ |
| 1920         | 3195 |  | —      |
| 1930         | 2893 |  | −9,5%  |
| 1940         | 3725 |  | 28,8%  |
| 1950         | 3464 |  | −7%    |
| 1960         | 2991 |  | −13,7% |
| 1970         | 2547 |  | −14,8% |
| 1980         | 2454 |  | −3,7%  |
| 1990         | 2252 |  | −8,2%  |
| 2000         | 2240 |  | −0,5%  |
| 2010         | 2022 |  | −9,7%  |
| 2016         | 1793 |  | −11,3% |

В 2010 году на территории округа проживало 2022 человека (из них 49,1 % мужчин и 50,9 % женщин), насчитывалось 912 домашних хозяйства и 581 семья. Расовый состав: белые — 87,3 %, афроамериканцы — 0,1 %, коренные американцы — 0,6 % и представители двух и более рас — 3,9 %. 38,5 % населения были латиноамериканцами.
Население округа по возрастному диапазону по данным переписи 2010 года распределилось следующим образом: 22,3 % — жители младше 18 лет, 1,9 % — между 18 и 21 годами, 52,9 % — от 21 до 65 лет и 22,9 % — в возрасте 65 лет и старше. Средний возраст населения — 47,8 лет. На каждые 100 женщин в Де-Баке приходилось 96,3 мужчин, при этом на 100 совершеннолетних женщин приходилось уже 96,1 мужчин сопоставимого возраста.
Из 912 домашних хозяйств 63,7 % представляли собой семьи: 50,7 % совместно проживающих супружеских пар (16,1 % с детьми младше 18 лет); 8,3 % — женщины, проживающие без мужей и 4,7 % — мужчины, проживающие без жён. 36,3 % не имели семьи. В среднем домашнее хозяйство ведут 2,21 человека, а средний размер семьи — 2,78 человека. В одиночестве проживали 32,7 % населения, 16,0 % составляли одинокие пожилые люди (старше 65 лет).

## Экономика
В 2016 году из 1724 трудоспособных жителей старше 16 лет имели работу 695 человек. В 2014 году медианный доход на семью оценивался в 59 250 $, на домашнее хозяйство — в 31 197 $. Доход на душу населения — 28 232 $. 8,0 % от всего числа семей в Де-Баке и 20,0 % от всей численности населения находилось на момент переписи за чертой бедности.